# Syria Mons
Syria Mons és una estructura geològica del tipus mons a la superfície de Mart, situada amb el sistema de coordenades planetocèntriques a -13.27 ° de latitud N i 256.28 ° de longitud E. Fa 73.47 km de diàmetre. El nom va ser fet oficial per la UAI el sis de juliol de 2009 i pren el nom d'una característica d'albedo.